# ウェスト・ミッドランズ・メトロの車両

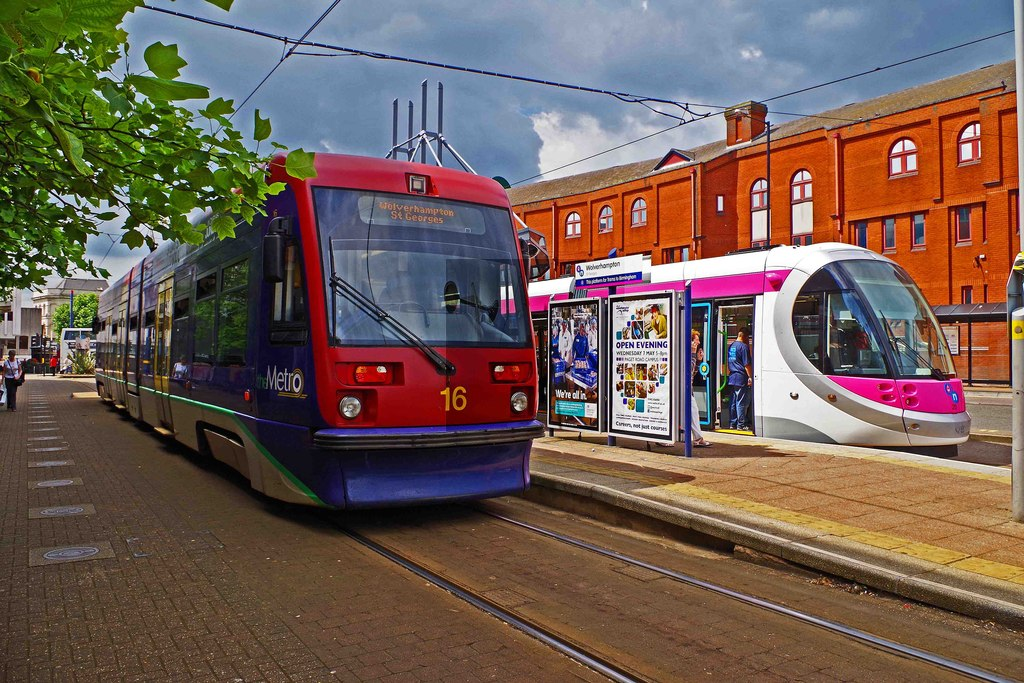
左：T-69　右：ウルボス3
（2014年撮影）

この項目では、イギリス・イングランド中西部のバーミンガムを始めとした都市を走るライトレールであるウェスト・ミッドランズ・メトロ（旧：ミッドランド・メトロ）の車両について解説する。開業時はイタリア・アンサルド製の電車であるT-69が導入されたが、メンテナンス面の課題や延伸区間の線形など様々な要因で2014年以降はスペイン・CAF製のウルボスへの置き換えが実施され、2020年現在は同形式が使用されている。

## T-69
ウェスト・ミッドランズ・メトロ（旧：ミッドランド・メトロ）の開業時に導入されたのは、同線向けのオーダーメイド車両としてイタリアのアンサルドブレーダによって製造されたT-69であった。前後車体の運転台側に主電動機を搭載したボギー台車が、中央部に付随台車が設置された3車体連接車で、動力台車が設置されている箇所を除いた車内全体の60 %が床上高さ350 mmの低床構造となっていた。全長は24,360 mm（79 ft 11 in）で、イギリスのライトレール向け車両の中で最も小型であった。塗装は赤や青、黄色（乗降扉部分）など多数の配色を用いたものが基本であったが、銀色を主体に車体上下をピンク色で塗った07や10、かつてバーミンガムに存在した路面電車（バーミンガム・コーポレーション・トラムウェイ）の復刻塗装を纏った11など例外も幾つか存在した。
1999年5月31日からの営業運転の開始に備え、1998年から1999年にかけて16両が導入され、1時間に最大10本の列車が運用可能な車両数を確保した。だが、運用開始後は電気配線を始めとしたメンテナンス費用が想定以上に嵩む事が明らかとなり、運用の面でも課題が多数挙がる事態となった。それでも2010年代まで主力車両として運用されていたが、2000年代後半になると耐用年数が近づく中で大規模な改修が必要となり、その中で製造が既に終了した事でアンサルドブレーダ側から予備部品の供給が不可能となっていた。更に、2009年時点で予定されていた延伸区間にある急勾配はT69の性能、特に制動装置の構造では不十分であった。これらの事情を踏まえ、新型車両として次項で解説するウルボス3を導入し、T69を全面的に置き換える事が決定された。
2014年からウルボス3の営業運転が開始された事に伴いT-69の運用離脱車両が発生し、以降はウルボス3の増備に合わせて営業運転からの離脱が続き、翌2015年4月をもって定期運用が終了した。それ以降も多客時の予備車として全車とも車両基地に残存していたが、2018年に1両を除いてウエスト・ミッドランズ合同行政機構の一部門であるウエスト・ミッドランズ交通局が主催したネットオークションに出品され、1両（07）がイギリスの路面電車業界団体であるUKトラムに、もう1両（11）がバーミンガム博物館へ売却された。また、オークション以降も2両（10、16）が車両基地に残存しており、そのうち16は事業用車両への改造が計画されているが、売却先が見つからなかった12両（01 - 06、08、09、12 - 14）についてはスクラップとして解体され2020年の時点で現存しない。

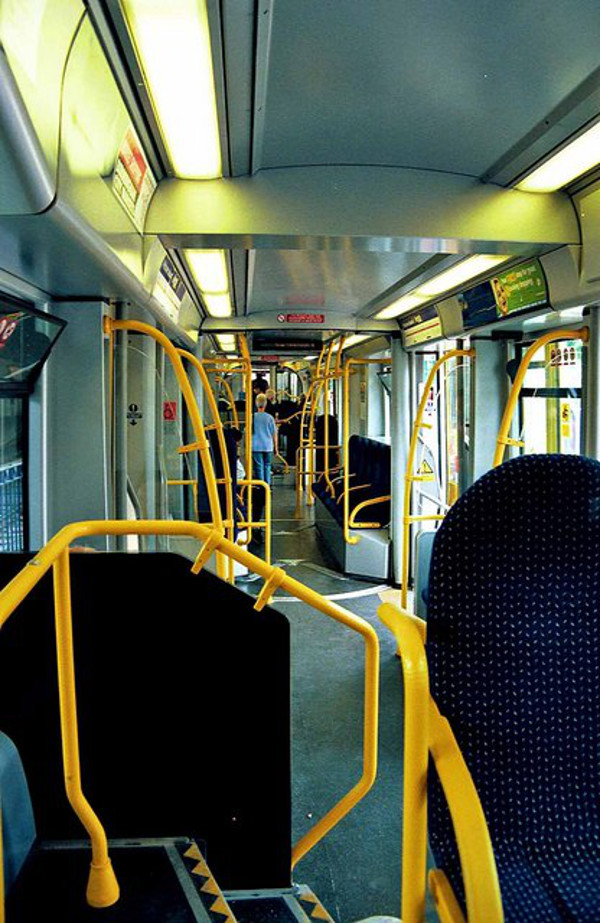
車内
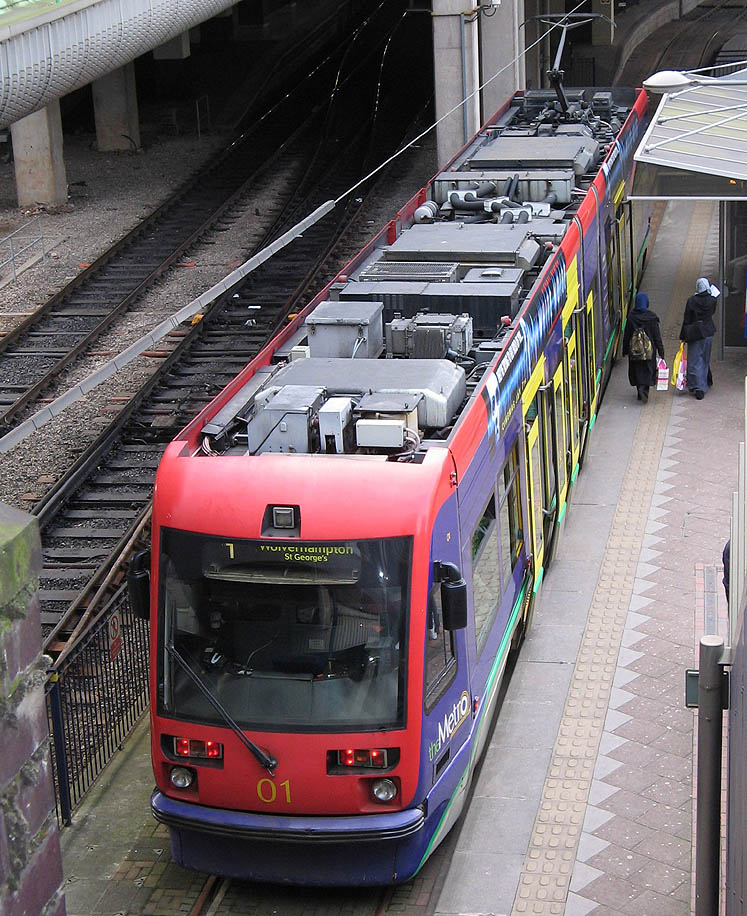
屋根上の機器（01、2005年撮影）
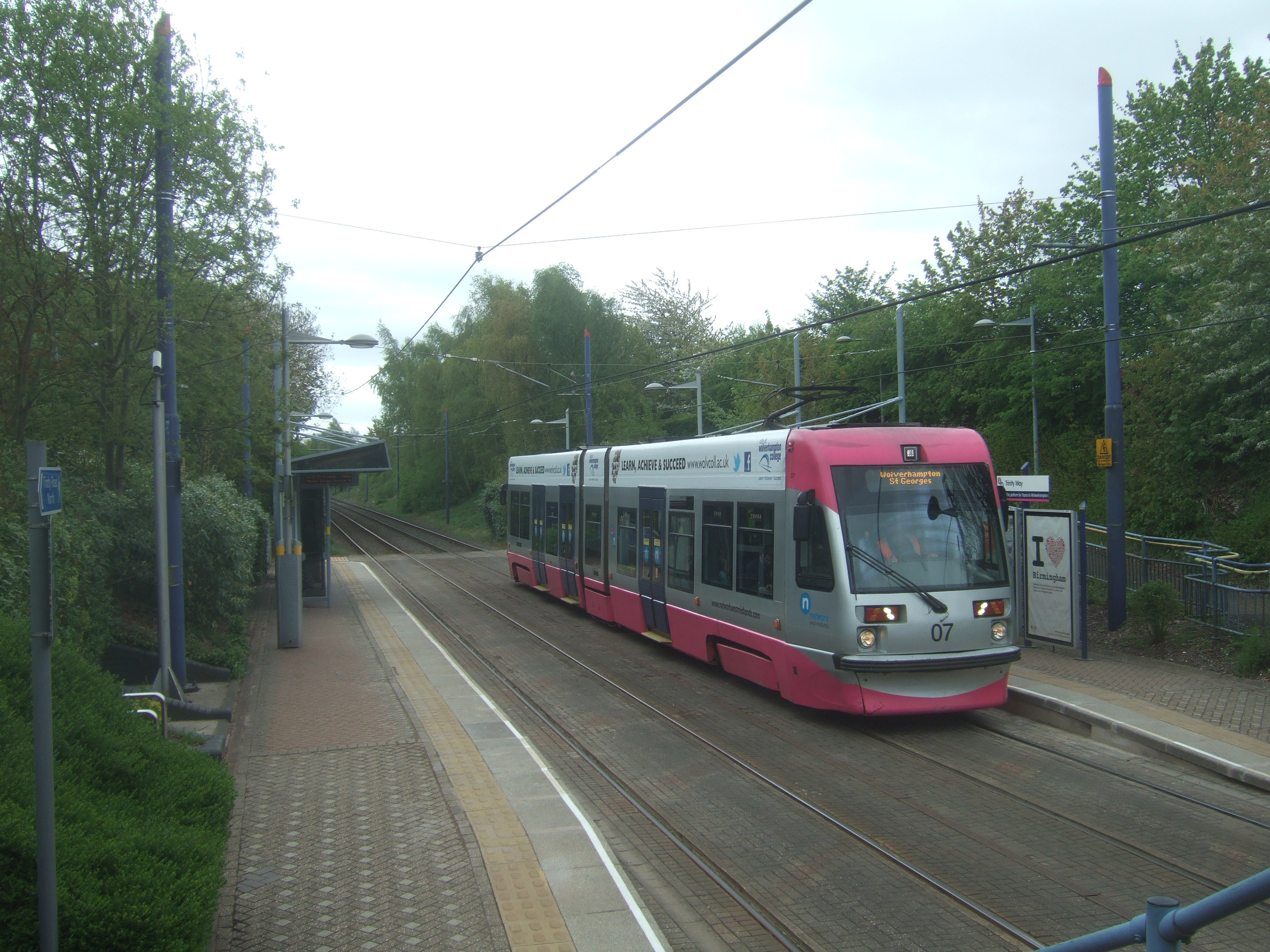
07は塗装が異なっていた（2006年撮影）
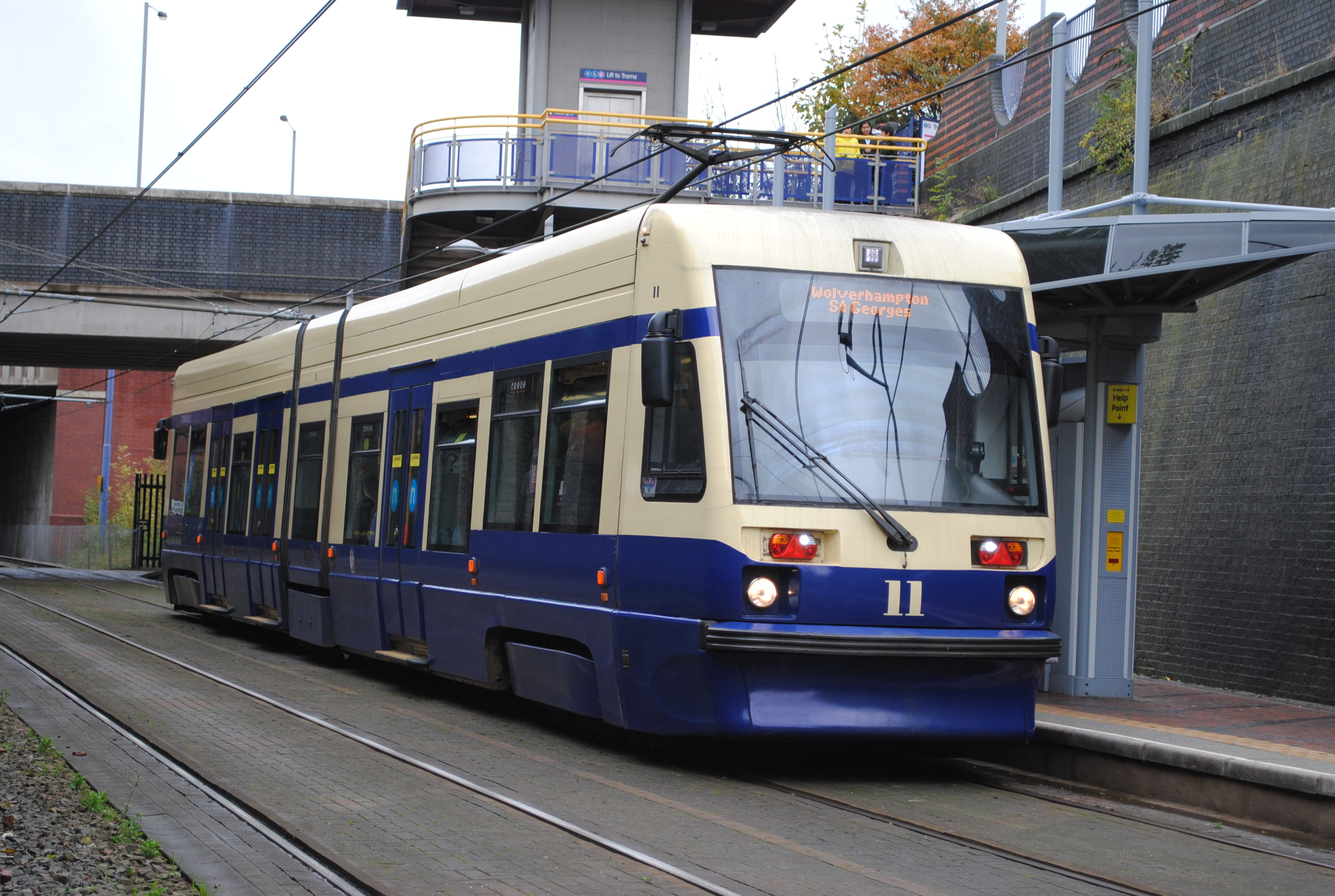
バーミンガムの路面電車の復刻塗装を纏っていた11（2013年撮影）

## ウルボス3
T-69に代わる形で導入が実施されたのは、スペインのCAFが展開する超低床電車ブランドのウルボス（Urbos）である。両運転台の5車体連接車で、車体はモジュール構造を活用する形で設計が行われ、押出成形による加工を施した軽量アルミニウム合金が使われている。台車は車軸がない独立車輪式で、先頭車体（C1、C2）の各車輪の外側には主電動機が設置されている（ハブモーター方式）。これにより、車内全体が床上高さ350 mmの低床構造となっている一方、抵抗器や制御装置などの主要機器は屋根上に設置されている。
車内の着席定員はT-69から減少したが、総定員数はT-69から増加した210人となっており、車内には車椅子やベビーカーが設置可能なフリースペースが2箇所存在する。
CAFへの発注は2012年に実施され、2014年9月5日から営業運転を開始した。同日時点で4両が定期運用に投入されており、整備中だった5両や残りの12両についても翌2015年までに導入が完了し、T-69を完全に置き換えた他、バーミンガム市内を経由しニューストリート駅へ向かう区間の延伸に対応した。ただし導入当初はイギリスの気温に対応したプログラムが設定されていなかった事が要因となって空調装置に不具合が発生した他、乗降扉の開閉機能にも故障が生じ、CAFのスタッフが現地に赴き修理する事となった。また、T-69よりも全幅（2,650 mm）が広い事から、導入に先立ち全区間を運休したうえで2014年時点の各電停のプラットホームの幅を削る工事が行われた。
これらの車両は製造当初から架線が存在しない区間（架線レス区間）での走行を可能とするため充電池の搭載が可能な設計となっており、2017年以降全車を対象に屋根上へのリチウムイオン充電池の設置工事が実施されている。また、2018年に運営組織が変更された影響で路線名がそれまでのミッドランド・メトロ（Midland Metro）からウェスト・ミッドランズ・メトロ（West Midlands Metro）に変わった事に伴い、車両の塗装もマゼンタと灰色を用いた従来のデザインから青を基調とした新たなものへと変更されている。
2020年現在は21両が在籍しており、加えて2021年以降21両の増備が予定されている。これらはバーミンガム市内における路線延伸に伴うもので、この区間は景観保護のため全区間とも架線レスとなるため、増備車は製造当初からリチウムイオン充電池を搭載する事になっている。車体デザインについては既存の車両と同一のものを採用する予定だが、構体の強化による安全対策が図られる。

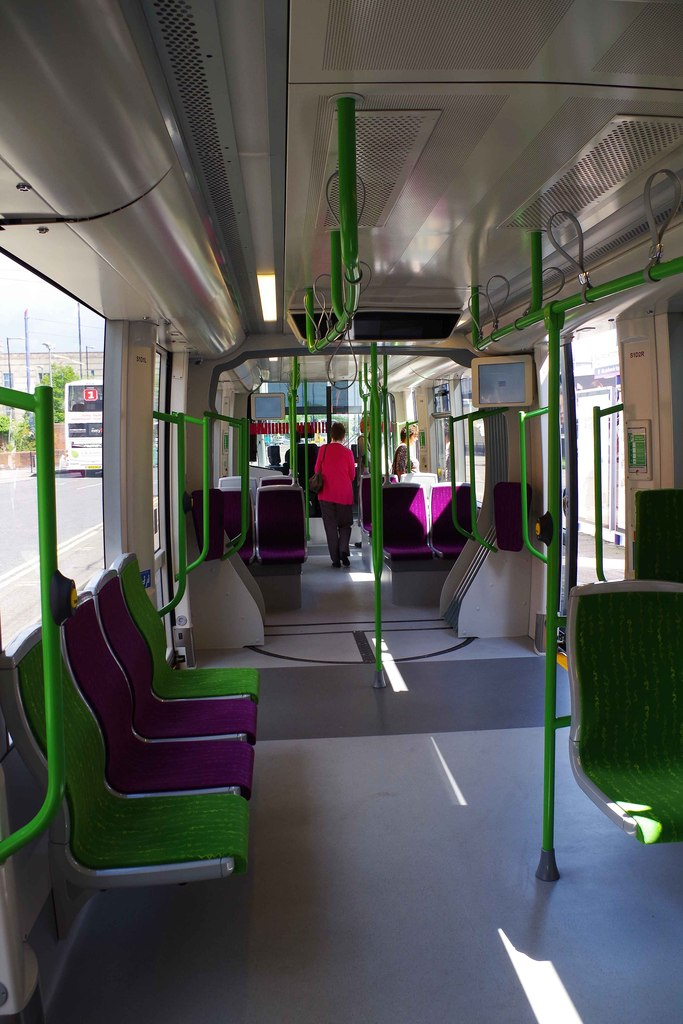
車内
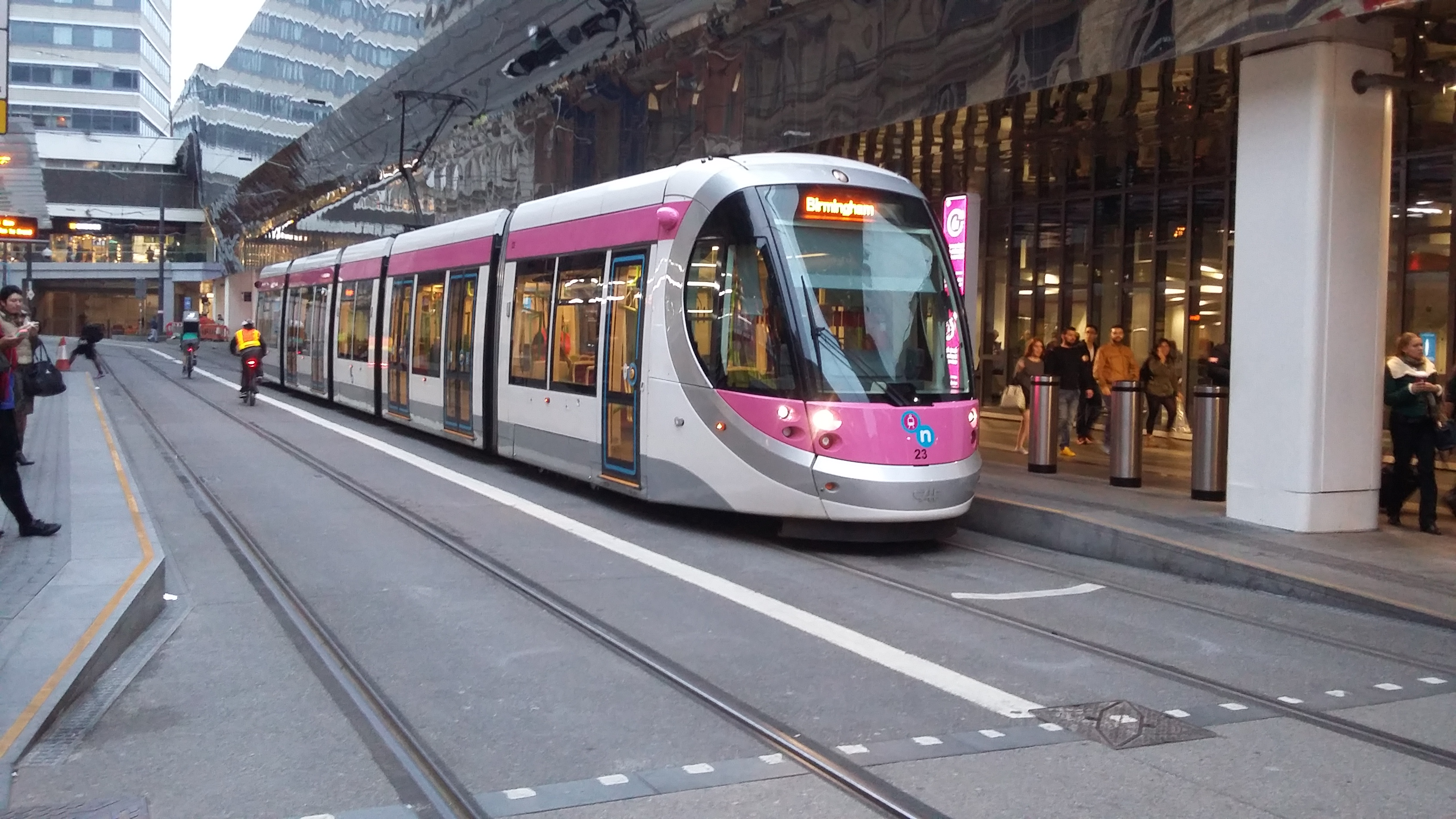
2015年の延伸区間の電停に停車する車両（2016年撮影）
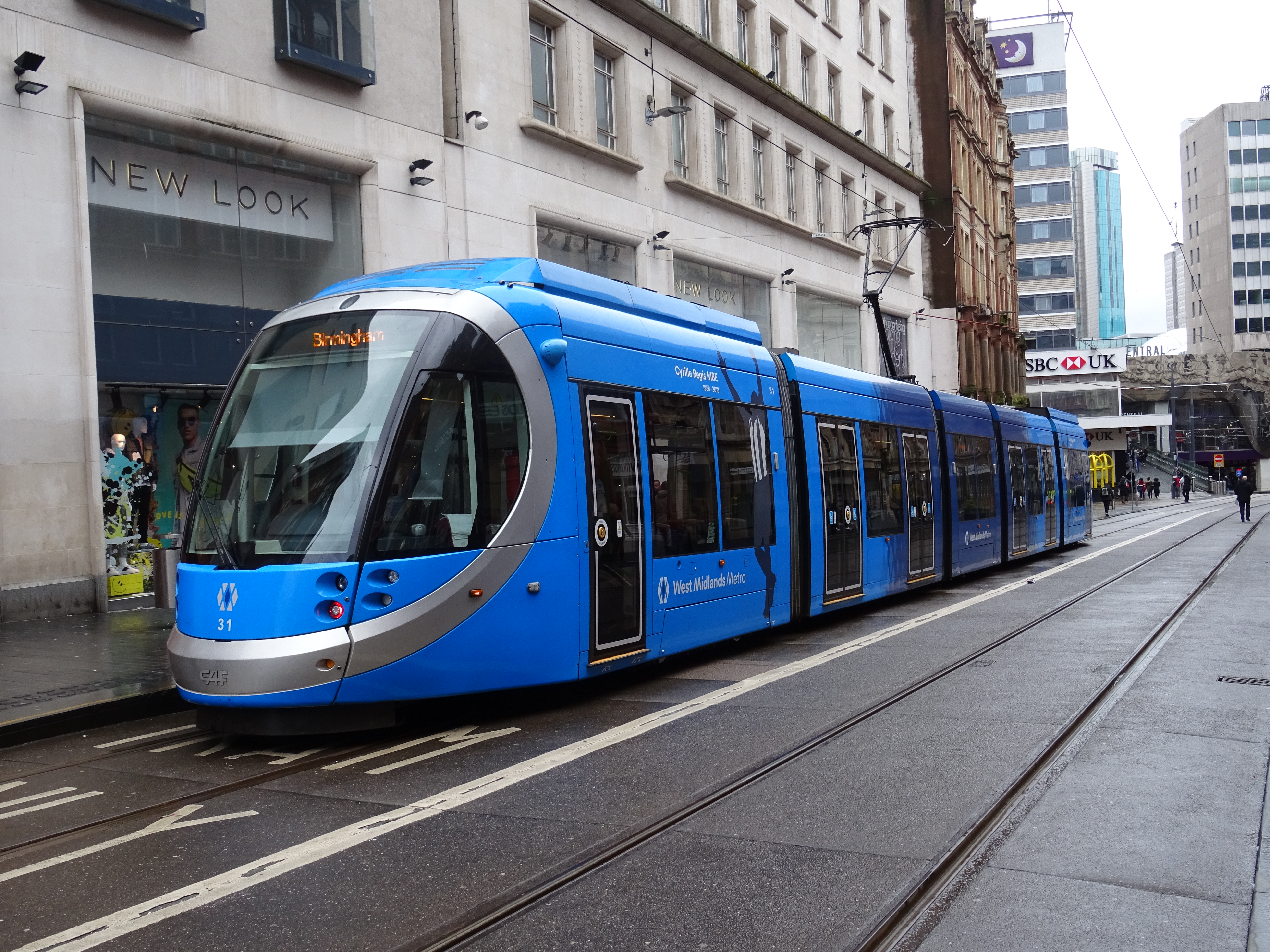
新塗装（2019年撮影）